# 方勇
方勇，中华人民共和国教育部长江学者特聘教授，华东师范大学中文系教授、博士生导师，现任华东师范大学先秦诸子研究中心主任，主要从事庄子学与诸子学研究。

## 学术成果
- 编纂《子藏》
- 创办《诸子学刊》学术期刊
- 出版《庄子诠评》《庄子学史》等专著4部